# Historia del teatro de México
La historia del teatro de México comenzó a tener tal sentido dramático en el mestizaje con la cultura europea. Los españoles  utilizaron los autos sacramentales como una herramienta para la evangelización de los pueblos indígenas; llegando a la conformación de las pastorelas y creando elementos plásticos como la piñata para ejemplificar el sentido religioso del espectáculo. Es hasta ese momento que podríamos hablar de una teatralidad propiamente mexicana, ya que, si bien el ritual social en comunión con los dioses era frecuente en Mesoamérica, el sentido con el que se realizaba estaba enfocado a las cosechas y su relación con los dioses. En el caso de los aztecas, por ejemplo, era común el uso de la comida como representación de su relación con los dioses. En este sentido, no se considera teatro al ritual que se generaba en la época prehispánica por no contar con la intención y sentido otorgado tal como lo fue para los griegos antiguos.

## Ritual prehispánico
El teatro es esencialmente mito, y ritual relacionado en un inicio a alguna religión. En Mesoamérica el ritual que se ejecuta pudo haber llegado posiblemente a crear un teatro propiamente americano, pero no tuvo oportunidad en tiempo para que ocurriera de forma autónoma, en su lugar ocurrió la conquista por parte de España intentando borrar toda herencia cultural indígena imponiendo su cultura al nuevo territorio. El mestizaje ocurre en el momento en que la cultura indígena resiste a través de la costumbre transmitida de generación a generación a los intentos de la conquista y como resultado se fusiona con la cultura española, siendo así uno de los resultados del mestizaje el teatro. Para darnos una imagen sobre la resistencia de la cultura indígena sabemos que en las bodas que se realizaban en Teotihuacán donde la suegra alimentaba con cuatro bocados de tamal a la futura esposa quien a su vez alimentaba a su esposo poniendo en evidencia la relevancia de la mujer en el sustento familiar, una visión que ha trascendido a la actualidad así como el valor de la comida en los eventos sociales de México. 
Cada primavera los mortales subían por las laderas hasta su templo para pedirle a Tláloc piedad hacia sus cultivos de maíz. El día de la gran vigilia uey tezoztli (3 de mayo), los señores de Teotihuacán, Texcoco, Tlacopan y otras ciudades se reunían para alimentar al Tláloc. Cubrían al dios de la lluvia con anillos de oro, collares enjoyados y penachos de plumas y le ofrecían la sangre de una víctima, así como tamales, guisados y chocolate. Una vez terminados los ritos, una guardia de cien guerreros vigilaba hasta que la comida se echaba a perder, para que Tláloc pudiera alimentarse en paz. La gran vigilia de uey tezoztli retrataba la importancia de la comida en las sociedades precolombinas. Las ofrendas de tamales, chocolate y sangre humana eran la base de una relación amistosa con los dioses. Se puede encontrar un símil de este ritual en las ofrendas realizadas en día de muertos.
Aunque de la cultura maya se conserva la obra anónima Rabinal Achí, donde se narra la captura, interrogatorio y la muerte de un guerrero por cometer actos reprobables donde los protagonistas son el Varón de Quiché y el de Rabinal. La relación cultural entre mayas y aztecas no encuentra relación en el tiempo, quedando una brecha que no conecta los hechos mayas con sus predecesores.

## Teatro durante elsigloXV-XVII
Con la conquista, España se convirtió en un país lleno de riquezas, pero también se endeudó debido a las guerras internas entre sus súbditos europeos. Era imperativo dar cohesión a todo imperio a través del idioma, la religión y los valores culturales. Así, en 1524 llegaron a México los primeros misioneros franciscanos y con ellos se inició el proceso evangelizador.  Entonces, la forma de hacer teatro tuvo un cambio radical porque ya no se trató de la representación de mitos en honor a los dioses antiguos. A pesar de ello, no se abandonó el carácter religioso, ya que el teatro fue una de las formas por las cuales los españoles pusieron en marcha la evangelización de los indios y, a través de él intentaron despertar el interés en la religión católica aprovechando su facilidad y rapidez para transmitir los mandamientos y los evangelios.
El proceso exigió un aprendizaje doble: al tiempo que se enseñaba español a los indios, los sacerdotes aprendían las distintas lenguas. Mientras tanto los franciscanos, y después los agustinos y los dominicos, predicaban ayudados de imágenes en las capillas abiertas. Se formó un teatro sincrético que concilió la cultura indígena con la cultura española.
En 1524 comenzaron a representarse las pastorelas, los autos sacramentales y las pasiones, utilizando idiomas indígenas como el náhuatl con el fin de que todos los indios pudieran comprender la ideología católica. El auto sacramental era un género puramente español que resultó ser perfecto para la evangelización, pues representaba un marco ideal de las celebraciones religiosas, que podían ser comprendidas por los indios sin ser ostentosas. No se sabe con exactitud quién fue el primer franciscano en recurrir al teatro como método de conversión al cristianismo pero existen documentos que prueban que, en 1533 en Tlatelolco, se representó un auto sacramental sobre el fin del mundo. Las escenificaciones dependían del talento de los indios ya que ellos fungieron como actores, músicos, danzantes y traductores de las obras que se iban a representar.
Pedro Calderón de la Barca (1600 - 1681) fue uno de los autores de los autos sacramentales, y definió al teatro como:

Sermones puestos en verso, en idea representable, cuestiones de la Sacra Teología que no alcanzan mis razones a explicar ni comprender y al regocijo disponible en aplauso de este día.

El gusto por el teatro se propagó rápidamente e incluso llegó a utilizarse como una oportunidad para hacer nombramientos de virreyes y celebraciones religiosas o cívicas que eran acompañadas de autos sacramentales, entremeses y pasos. En sus representaciones se llegó al punto de hacer una crítica hacia el gobierno y a los mandatos eclesiásticos, lo cual no fue del agrado de dichas instituciones y fue tachado de inapropiado.
Una vez que la conquista estuvo en su punto más alto, el teatro evangelizador se dejó de escribir y representar en idiomas indígenas, el español pasa a ser el único idioma reconocido y permitido en la Nueva España. Este teatro nuevo que rechazaba la cultura prehispánica era escrito por los misioneros españoles.
El ideal evangelizador del misionero quedaba así enterrado, como la sociedad que representó en atrios y plazas públicas. La sociedad novohispana, en efecto se había transformado, y ya para siempre, en un apéndice del acontecer cultural e ideológico de Europa, su moda y canon literario sería en adelante la fuente que dictó los usos y costumbres de la nueva actividad teatral, pero también de la mentalidad criolla y mestiza durante los siguientes dos siglos.
Eusebio Vela (1688 - 1733) «fue uno de los autores de la escuela de Calderón de la Barca, más representativos del barroco español a él se le adjudican catorce comedias de las que sólo han subsistido tres: "El apostolado en Indias y Martirio de un cacique", que elogia a Hernán Cortés,  Santiago apóstol y los frailes franciscanos, mostrando, además, un gran sentido del nacionalismo; "Si el amor excede el arte, ni amor ni arte a la prodencia", donde se aborda el tema de Telémaco en la isla de Calipso, y "La pérdida de España por una mujer", en el que aborda el tema del último de los godos, Rodrigo, y la Caba.»
Con la llegada del pensamiento ilustrado, la dramaturgia hizo a un lado temas del imaginario para concentrarse en la tragicomedia y en temas didácticos. Para ese momento los indios quedaron segregados de todo carácter artístico. El teatro profano decayó, los autores mexicanos fueron eximidos y sólo se permitió la representación de obras europeas que eran previamente autorizadas por el Santo Oficio.

## Teatro durante elsigloXIX-XX
A inicios del siglo XIX, la inestabilidad se vuelve signo de la época y el teatro no escapa de la crisis que se prolonga, a lo largo de la centuria, entre levantamientos y asonadas frecuentes. No obstante, se construyen nuevos teatros. A pesar de los gastos de la guerra de Independencia el interés en el teatro era emergente, se leían obras nacionales y extranjeras. El Tartufo de Molière fue traducida por el mismo sacerdote y protagonista de la independencia mexicana Miguel Hidalgo.
Cuando llegó el triunfo de la causa insurgente, el teatro mexicano aún estaba bajo una fuerte influencia española. Surgieron autores de gran importancia que trajeron modelos europeos a México, como José Joaquín Fernández de Lizardi (1776 - 1827), autor de El Periquillo Sarniento; Manuel Eduardo de Gorostiza (1789 - 1851), Fernando Calderón y Beltrán (1809 - 1845) y Francisco González Bocanegra (1824 - 1861), entre otros.
Con la caída del imperio de Maximiliano (1867), la victoria de la República —cimentada en la constitución de 1857— y ciertos períodos de paz, se permitieron un mayor desarrollo de las artes e incluso propiciaron el auge del teatro. Un papel importante en la creación y difusión artística, fue el desempeñado por las nuevas instituciones académicas y educativas que, a pesar de centrar su atención en lo que Europa producía, fomentaron los ánimos nacionalistas. A mediados del siglo XIX se realizan esfuerzos por estabilizar y profesionalizar la acción teatral, es por ejemplo empezar a retribuir el trabajo de los dramaturgos y formar actores. La Academia de Letrán desapareció, pero Francisco Zarco fundó el Liceo Hidalgo (1851), que bajo la dirección de Ignacio Manuel Altamirano, que entonces vio su mejor momento. Se inaugura el Teatro de los Autores (1873), que buscaba el promover obras nacionales, la creación del Teatro del Conservatorio (1824), significaría la formación sistematizada de actores, para dar pie a la fundación de la Sociedad de Autores de Teatro, en 1902.
El porfiriato se caracterizó por el auge de un progreso en la construcción de teatros, al estilo francés, ejemplo de ello es la magnífica construcción del Palacio de Bellas Artes en 1904 que se vio abruptamente interrumpida por el inicio de la Revolución.
Hacia fines del siglo XIX y principios del XX la Ciudad de México presentaba una variedad considerable de actividades y distracciones, públicas y privadas, capaces de ocupar las horas de ocio, tanto diurnas como nocturnas, de sus habitantes. La asistencia a los bailes y a las funciones de teatro, al circo, a los toros o a los gallos, formaba parte de una cotidianidad.
Entre esta cultura popular germina un tipo de teatro que gozaba de mucha popularidad. Estas pequeñas obras se denominaban género chico, se trataba de una derivación del teatro hispano que adoptaba una forma de tintas cómicas; eran sátiras políticas y sociales que podían estar acompañadas de música, y eran representadas en teatros y carpas. Este género que continuaba la tradición española del melodrama y al representarse continuamente en México se transformó en sketch, estas representaciones pronto asumirían temas y personajes puramente mexicanos —el borracho, el policía tonto y abusivo, el pelado cínico ingenioso, el indio ladino, etc.— y al mismo tiempo se incorporó el lenguaje nacional dentro de las obras.
Algunos de los mejores representantes de este género fueron: Leopoldo Beristáin, Lupe Rivas Cacho, Roberto Soto, Joaquín Pardavé, Delia Magaña, Armando Soto Lamarina, Manuel Medel, Mario Moreno y Jesús Martínez
La carpa donde comúnmente estaban representadas estas sátiras eran recintos donde se rompía la cuarta pared que separaba al actor del público para poder establecer un diálogo improvisado con el personaje que se encontraba en el escenario. Lo que caracterizó al género chico fue que, por primera vez, en los palcos o en la gayola, se reunieron las clases sociales diversas: catrines, burócratas, funcionarios, intelectuales y militares. Aunque la en su mayoría los asistentes eran la clase obrera, gracias a que los precios eran de fácil acceso. El género dramático también se desarrolla, surgieron comedias y melodramas de la mano de los mejores poetas mexicanos como Amado Nervo (1870 -1919) y de dramaturgos como Julio Jiménez Rueda (1898 - 1960) que destacó por su elegante sobriedad y fina observación —como en La silueta del humo— y por sus atribuciones a la formación actoral profesional. Los temas que trataban la mayoría de los autores de la época eran de índole política, a diferencia del género chico, en el género dramático existieron diversas dificultades para ser escrito y representado debido a la censura a la que se enfrentaban los dramaturgos de la dictadura porfirista.
Después de la Revolución mexicana se gestaron numerosos grupos teatrales y literarios interesantes como el grupo de los Siete Autores, el Ulises, el Orientación, el Teatro de los Trabajadores, el Teatro de Ahora y la Comedia Mexicana.
El teatro en su libre expresión sufrió un abandono, ya que en esta etapa se vio influenciado por los intereses de los grupos económicos que lo sustentan como lo era el Estado y la Iglesia.
Aunque también se puede encontrar autores que se apegaron a una escritura de las realidades que acontecían en la nación según su enfoque particular. Ejemplo de ellos eran: Rodolfo Usigli (1905 - 1980) con El gesticulador;; Mauricio Magdaleno (1906 - 1986) con El pájaro carpintero; Salvador Novo (1904 - 1978) con Cuauhtémoc; Octavio Paz (1914 - 1998) con La hija de Rapaccini; Vicente Leñero (1933 - 2014) con Pueblo rechazado; José Revueltas (1914 - 1976) con El cuadrante de la soledad: piedra dramática; Carlos Fuentes (1929 - 2012) con Orquídeas a la luz de la luna; Emilio Carballido (1925 - 2008) con Rosalba y los llaveros y Juan Tovar (1941 - ) La madrugada.
Para finales del siglo XX los géneros que se desarrollaron con mayor éxito fueron el drama histórico, el melodrama y el sainete, eran obras novedosas y audaces debido a lo natural y realista de la creación literaria y de los montajes escénicos.

## Teatro del Nuevo Ciclo
Desde el siglo XIX se realizaron esfuerzos por crear una compañía nacional patrocinada por el Estado, que tuviera recintos oficiales para la representación de sus obras. Trascendente fue la creación del Instituto Nacional de Bellas Artes —INBA— (1946), con sus departamentos en distintas disciplinas artísticas. El nacimiento de la Asociación Nacional de Actores —ANDA— en 1934, y de la Unión de Cronistas de Teatro y Música (1942). En 1923, bajo el mando de María Teresa Montoya se creó la Compañía del Ayuntamiento de la Ciudad de México, la idea evolucionó y en 1972, bajo el seno del INBA, Héctor Azar, director del departamento de teatro, creó la Compañía Nacional de Teatro —CNT—, y el Centro de Experimentación Teatral —CET—, para la preparación y el desarrollo actoral. Asimismo, en 1981, el INBA creó el Centro Nacional de Investigación, Documentación e Información Teatral Rodolfo Usigli —Citru—, especializado en el estudio del teatro en México.
El INBA desde su nacimiento ha sido el principal canal de comunicación entre el Estado y los hacedores de teatro.
Autores como Luisa Josefina Hernández, Emilio Carballido, Sergio Magaña, Jorge Ibargüengoitia, Héctor Mendoza, Carlos Prieto, Rafael Bernal, Alonso Anaya; representan el esplendor del nuevo ciclo del teatro mexicano. Su obra es un reflejo de un pueblo y sus inquietudes, utilizan un lenguaje expresivo, y manifiestan su esperanza en el teatro. Por primera vez los dramaturgos están formados para hacer teatro y dedicarse a él, el florecimiento es notable y las expectativas muy grandes.

## Teatro contemporáneo
La crisis de las últimas décadas en la que se ha visto golpeado el teatro se relaciona con temporadas cortas, presupuestos que se esfuman, espacios teatrales cerrados. No obstante el quehacer y la búsqueda no cesaron en las manos de quienes han dado una fisonomía a los escenarios desde la dramaturgia y la dirección. Las nuevas generaciones recogieron y transformaron las enseñanzas, muchas con la incorporación de diversas técnicas como la circense, la pantomima, y con el uso —cuando los medios lo permiten— de nuevas tecnologías. 
Los dramaturgos que destacaron como nuevos hacedores de teatro fueron: Guillermo Schmidhuber de la Mora (1943 -), Óscar Liera (1946 - 1990), Carlos Olmos (1947 - 2003), Luis Mario Moncada (1963 - ) y Felipe Santander (1935 - 2001), entre otros.
El teatro mexicano ha estado en constante cambio y se ha renovado conforme la situación del país ha ido evolucionando, no se ha mantenido desasociado del avance científico y tecnológico, ni de los cambios políticos y sociales. Si bien ha ido cambiando debido al surgimiento de nuevos medios de comunicación como lo es el cine, la radio y la televisión, esto no ha significado una decadencia en el ámbito escénico; aunque no se podría decir con exactitud si ha perjudicado o beneficiado la aparición de estas nuevas tecnologías.